# Club Leandro N. Alem
Club Deportivo y Mutual Leandro Nicéforo Alem – argentyński klub piłkarski z siedzibą w mieście General Rodríguez będącym częścią zespołu miejskiego Buenos Aires.

## Osiągnięcia
- Mistrz czwartej ligi (2): 1957 (Primera D), 1996 Clausura (Primera C Metropolitana)
- Mistrz piątej ligi: 2007 Clausura (Primera D Metropolitana)

## Historia
Klub Leandro N. Alem założony został 24 maja 1925 roku przez grupę pracowników miejscowej mleczarni. Klub występuje w strojach przypominających argentyńskiego giganta Boca Juniors.
W 2001 roku grając w czwartej lidze (Primera C Metropolitana) klub w turnieju Clausura ustanowił niechlubny rekord najgorszego występu w historii - na 17 rozegranych meczów drużyna Leandro N. Alem zdobyła tylko 1 punkt, co doprowadziło do spadku do piątej ligi (Primera D Metropolitana).
Mistrzostwo piątej ligi w sezonie 2006/07 sprawiło, że w sezonie 2007/08 klub ponownie gra w czwartej lidze, w której spisuje się teraz znacznie lepiej, plasując się w marcu 2008 roku powyżej środka tabeli.